# Dum Dum
Dum Dum (Bengalisch: দম দম, Dam Dam) ist eine Stadt im indischen Bundesstaat Westbengalen mit rund 118.000 Einwohnern (Volkszählung 2011). Sie liegt im Distrikt Uttar 24 Pargana rund acht Kilometer nordöstlich der Innenstadt von Kolkata (Kalkutta). Dum Dum ist Teil der Agglomeration Kolkata. Die Metro Kolkata endet in Dum Dum. Die Stadt ist Standort des Flughafens Kolkata.
Die Stadt war im 19. Jahrhundert Ort eines britischen Waffenlagers, in dem zeitweise die Spitzen der Geschosse kreuzförmig geschlitzt wurden (Dum-Dum-Geschoss), um eine möglichst hohe Deformation in der Zielballistik zu erreichen. Die Stadt wurde im Jahr 1929 mit einer Fläche von 3,11 km² gegründet.